# Raphael M. Bonelli

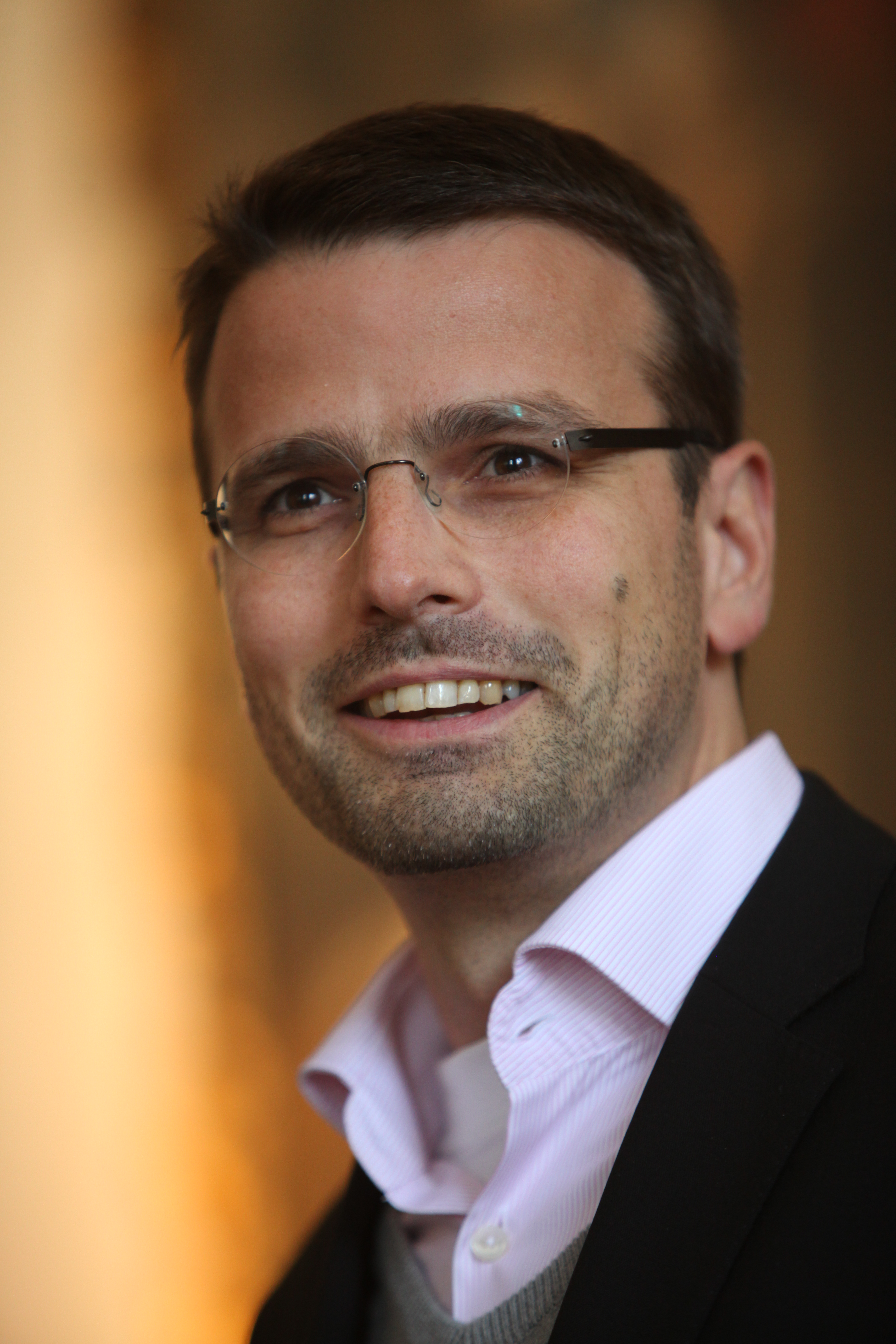
Raphael Bonelli (2013)

Raphael Maria Bonelli (* 10. September 1968 in Schärding, Oberösterreich) ist ein österreichischer Neurowissenschaftler und Psychiater. Er hat umfangreich zur symptomatischen Arzneimitteltherapie von Chorea Huntington publiziert. Bonelli arbeitet als Psychiater und systemischer Therapeut in eigener Praxis. Daneben leitet er das 2009 von ihm mitgegründete und 2020 in eine GmbH umgewandelte RPP-Institut. Er ist zudem Autor mehrerer Bücher über psychologische Themen, die sich an ein breiteres Publikum richten, und äußert sich auf dem 2010 gegründeten YouTube-Kanal des von ihm geleiteten Instituts häufig zu psychiatrischen, psychologischen und gesellschaftlichen Themen.

## Leben
Raphael Bonelli wurde als erstes von fünf Kindern eines Ärzteehepaars geboren und ging in Wien zur Schule (Volksschule und Gymnasium). Er studierte von 1986 bis 1993 Medizin an der Universität Wien und wurde 1994 mit einer Dissertation über Compliance in einer Ambulanz für Phasenprophylaxe (stimmungsstabilisierende Medikation bei Depression oder bipolarer Störung) promoviert. Von 1995 bis 2002 absolvierte er die Facharztausbildung für Neurologie, von 1996 bis 2005 eine Psychotherapieausbildung in Systemischer Therapie, die er mit einer Lehranalyse beim Grazer Psychoanalytiker Walter Pieringer abschloss.
Er spezialisierte sich 1999 auf die Erforschung und Therapie der Chorea Huntington und gründete für Betroffene eine Ambulanz und eine Selbsthilfegruppe. Von 2003 bis 2006 absolvierte Bonelli an der Klinik der Medizinischen Universität Graz eine Ausbildung zum Facharzt für Psychiatrie. Es folgten Forschungsaufenthalte in Harvard und an der UCLA. Von 2003 bis 2008 war er Vizepräsident der Austrian Association of Biological Psychiatry. Ab 2004 leitete er die Neuropsychiatrische Ambulanz an der Universitätsklinik Graz. Im gleichen Jahr erfolgte seine Promotion zum Doktor der medizinischen Wissenschaft (Dr. scient. med.) mit einer Arbeit zur Pharmakotherapie der Chorea Huntington. 2005 habilitierte er sich im Fach Psychiatrie mit einer Schrift über die Neuropsychiatrische Therapie der Chorea Huntington. Er war Leiter der Projektgruppe „Psychiatrische MRI-Forschung“ der Grazer Universitätsklinik für Radiologie und Psychiatrie. Anfang 2009 wechselte er an die medizinische Privatuniversität Paracelsus in Salzburg. Er leitete eine „Forschungsgruppe Neuropsychiatrie“, die zeitweise an der Sigmund Freud Privatuniversität Wien angesiedelt war. Dort war 2013 bis 2015 auch ein Forschungsprojekt Neuropsychiatrie unter seiner Leitung angebunden. Ferner ist Bonelli externes Mitglied des „Center for Spirituality, Theology and Health“ an der Duke University.
Bonelli wird mehrfach als Vizepräsident der Österreichischen Huntington-Hilfe genannt und ist seit 2006 für diese an der wissenschaftlichen Leitung der Österreichischen Huntington Kongresse beteiligt.
2008 eröffnete Bonelli in Wien eine Privatpraxis, in der er seitdem als Facharzt für Neurologie, Psychiatrie und Psychotherapeutische Medizin tätig ist.
Im Oktober 2007 organisierte Bonelli einen Kongress in Graz unter dem Titel Religiosität in Psychiatrie und Psychotherapie, der im Vorfeld zu Kritik in der Öffentlichkeit hinsichtlich geplanter unwissenschaftlicher Vortragsinhalte wie Konversionstherapie und Exorzismus auch gegenüber dem Organisator Bonelli führte. Der geplante Vortrag über Konversionstherapie wurde schließlich zurückgezogen.
2008 organisierte er ebenfalls in Graz eine Fortsetzung mit dem Thema „Schuld & Gefühl“ und 2009 in der Philosophisch-Theologischen Hochschule Benedikt XVI. im Stift Heiligenkreuz eine Tagung zu „Liturgie und Psyche“. 2009 gründete Bonelli gemeinsam mit dem Psychotherapeuten Walter Pieringer und dem Theologen Bernd Oberndorfer das Institut für Religiosität in Psychiatrie und Psychotherapie in Wien, dessen Direktor Bonelli ist. Es führt seit seiner Gründung regelmäßig Fachtagungen durch und betreibt seit 2010 einen eigenen YouTube-Kanal.
Bonelli ist mit der kath.net-Mitarbeiterin Victoria Bonelli verheiratet, die auch einen Interviewband mit ihrem Mann herausgegeben hat und 24 % an der RPP Institut GmbH hält, 4 % weniger als ihr Mann, der 28 % hält. Das Paar hatte 2025 sechs Kinder, davon mindestens fünf Söhne. Er ist verwandt mit Johannes Bonelli, dem Direktor des Instituts für medizinische Anthropologie und Bioethik (IMABE), der von der Österreichischen Bischofskonferenz ernannt wurde, und mit dem ehemaligen Leiter des Kabinetts im österreichischen Bundeskanzleramt Bernhard Bonelli, dessen Frau seine Cousine ist. Raphael Bonelli ist römisch-katholisch. Vor seiner Eheschließung war er mehr als ein Jahrzehnt Vollmitglied des Opus Dei.

## Forschungsschwerpunkte
Bonelli ist Autor einer großen Zahl wissenschaftlicher Publikationen auf dem Gebiet der Neuropsychiatrie. Dabei liegt ein Schwerpunkt auf der Pharmakotherapie der Chorea Huntington. Neben zahlreichen Kasuistiken und offenen Studien zählen dazu zwei systematische Reviews von Studien zur Behandlung dieser Krankheit, die er 2006 und 2007 mit Gregor K. Wenning und Peter Hofmann verfasst hat. Er hat 2012 gemeinsam mit Myron Flint Beal das Kapitel zur Huntington-Krankheit in Band 106 des Handbook of Clinical Neurology geschrieben, war Mitglied des Steering Comitee der groß angelegten internationalen Beobachtungsstudie Registry des European Huntington’s Disease Network, die 2017 abgeschlossen wurde, und gehörte dem Redaktionskomitee der bis 2022 gültigen Leitlinie für Diagnostik und Therapie bei Chorea/Morbus Huntington an, die die Deutsche Gesellschaft für Neurologie 2017 veröffentlicht hat.
Weitere neuropsychiatrische Veröffentlichungen Bonellis beziehen sich auf bildgebende Verfahren, insbesondere die Magnetresonanztomografie, und auf Biomarker für den Zelltod. Gemeinsam mit Jeffrey Cummings (UCLA) erstellte er 2008 eine Übersichtsarbeit, die sich mit der Differenzierung zwischen frontal-subkortikalen und kortikalen Demenzen beschäftigt.
Zu den Forschungsschwerpunkten Bonellis gehören ferner die Zusammenhänge zwischen Religiosität, Spiritualität und psychischen Krankheiten. So publizierte Bonelli gemeinsam mit anderen Forschern ein systematisches Review der quantitativen Studien, die Daten zu Depression und religiösen bzw. spirituellen Faktoren erhoben hatten. Die Autoren kamen dabei zu dem Schluss, dass religiöse oder spirituelle Praktiken tendenziell einen günstigen Einfluss auf diese psychische Krankheit ausüben. 2013 folgte ein gemeinsam mit Harold B. Koenig erarbeitetes Review, das generell Studien über psychische Störungen einbezog.
Gemäß Scopus ist Bonellis h-Index bei 97 Publikationen 32.

## Institut für Religiosität in Psychiatrie und Psychotherapie
Zusammen mit dem 2020 verstorbenen Psychoanalytiker Walter Pieringer und dem ebenfalls 2020 verstorbenen Theologen Bernd Oberndorfer gründete Bonelli 2009 das private „Institut für Religiosität in Psychiatrie und Psychotherapie“ (RPP), das er seither als Direktor leitet. Die Bildungs- und Multiplikatoreneinrichtung, die sich inzwischen Institut für Ressourcen in Psychiatrie und Psychotherapie nennt, bezeichnet sich auf ihrer Website als „unabhängig von religiöser oder weltanschaulicher Ausrichtung“. Sie veranstaltet Tagungen und Kongresse mit verschiedenen Referenten und bietet kostenpflichtige Online-Videokurse mittels E-Learning an. Seit Oktober 2020 ist sie als Handelsgesellschaft mit der Firma RPP Institut GmbH organisiert, Geschäftsführer ist Stefan Lakonig. Raphael und Viktoria Bonelli sind mit zusammen 52 % an der GmbH beteiligt.

## YouTube-Videos
Das Institut für Religiosität in Psychiatrie und Psychotherapie (RPP) betreibt einen YouTube-Kanal mit über 86.000 Abonnenten. Bonelli spricht dort regelmäßig über psychiatrische Themen und erreichte bis zu 380.000 Zugriffe pro Video. Er äußert sich aber auch zu gesellschaftlichen Themen wie einem „Verlust der Männlichkeit“, die Buben aberzogen werde. Eines der meistabgerufenen Videos Bonellis hatte das RPP auf diesem Kanal unter dem Titel „Warum Gender-Mainstreaming Männer kastriert und Frauen frustriert“ veröffentlicht. Es zeigte einen Vortrag Bonellis von der RPP-Fachtagung „Mann und Frau“ 2018, der ursprünglich den Titel „Frauen brauchen Männer. Und umgekehrt. Psychologie der Geschlechtersymmetrie“ trug. Mittlerweile wurde der Titel auf dem Kanal dem ursprünglichen Vortragstitel wieder angepasst. Bonelli bewege sich inhaltlich „entlang eines christlich/katholischen Wertekatalogs – den man streckenweise durchaus als erzkonservativ bezeichnen kann“, so Brigitte Theißl und Beate Hausbichler in Der Standard.
Bonelli bezeichnete sich in seinen Videos wiederholt als „Coronapanik-Jäger“. Er verwirft verschiedene Maßnahmen der österreichischen Regierung zur Eindämmung der COVID-19-Pandemie und „trommelt“, so ein Pressebericht von Josef Votzi Ende Mai 2020, in den sozialen Medien insbesondere gegen die Maskenpflicht. Der „katholisch konservative Psychiater und Neurowissenschaftler“ sei zum „Star der Corona-Blogger-Szene“ geworden, schrieb Barbara Tóth Mitte September 2020 im Falter. Ende August 2020 wurde auf dem YouTube-Kanal des RPP das Video „So erheben Sie Einspruch gegen das neue Epidemiegesetz!“ publiziert, das dazu aufrief, gegen den Entwurf dieses Gesetzes Protest einzulegen, und dazu die E-Mail-Adresse des österreichischen Parlaments einblendete. Daraufhin erhielt das Parlament eine „E-Mail-Flut“ von rund 10.000 E-Mails. Laut der Tageszeitung Der Standard von Ende August 2021 würde Bonelli, u. a. mit dem YouTube-Video „Kennen Sie jemanden, der MIT der Imp#### verstorben ist?“ neben Sachbuchautor Clemens Arvay und Blogger Peter F. Mayer als einer der „drei Wortführer der Impfskeptiker, zu Österreichs schlechter Impfquote beitragen“.

## Sachbuchveröffentlichungen
Seit 2013 veröffentlichte Bonelli eine Reihe von Sachbüchern über psychologische Themen für ein breites Publikum. Die Bücher erschienen bei den deutschen Verlagen Pattloch und Kösel. Sie fanden ein relativ breites Medienecho. Bonelli nutzte in diesen Büchern anonymisierte Patientengeschichten aus seiner psychotherapeutischen Praxis als Anschauungsmaterial. Die Verlage ordneten die Bücher dem Genre Ratgeber zu.
Perfektionismus, 2014
Im 2014 erschienenen Sachbuch Perfektionismus. Wenn das Soll zum Muss wird beschreibt Bonelli anhand von 77 Patientengeschichten aus seiner psychotherapeutischen Praxis, was Perfektionismus sei, worunter Perfektionisten litten und wie sie dem entkommen könnten. Perfektionismus interpretiert Bonelli als angstvolles Vermeidungsverhalten, bei dem es zu einer Verwechslung zwischen „Soll“ und „Muss“ komme: Ein Perfektionist ertrage es nicht, dass er das Ideal (Soll) nicht verwirklichen könne. Hintergrund sei nach Bonelli eine überzogene Angst vor Fehlern und der damit verbundenen Kritik. Ein Perfektionist sei zu sehr auf das Fremdbild fixiert und habe das unbewusste Ziel, beliebt zu sein. Bonelli kam in einer Reihe von Medien mit diesem Thema zu Wort, etwa im Radio Kärnten des Österreichischen Rundfunks, in der Kleinen Zeitung und im Standard. Cornelia Kazis lobte im Schweizer Radio und Fernsehen (SRF) Bonellis „Phänomenologie“ des Perfektionismus, vermisste aber eine Diskussion der soziologischen Aspekte, insbesondere der Ökonomisierung und Leistungsoptimierung der derzeitigen Gesellschaft. Dennoch sei das Buch eine „scharfe Analyse unseres Zeitgeistes“.
Männlicher Narzissmus, 2016
Das 2016 erschienene Sachbuch Männlicher Narzissmus: Das Drama der Liebe, die um sich selbst kreist beschäftigt sich mit dem Narzissmus. Für sein Modell des Narzissmus beruft sich Bonelli auf die neurobiologischen und genetischen Forschungen von Robert Cloninger, insbesondere die „drei Dimensionen des Charakters“ (Self-Directedness, Cooperativeness, Self-Transcendence). Bonelli betont, dass jeder narzisstische Anteile habe, die meist unbewusst, aber doch erkennbar und veränderbar seien, genauso wie ein Narzisst gesunde Anteile habe. An diese könne appelliert werden, um eine Verhaltensänderung zu bewirken: „Der gesunde Anteil leidet unter dem narzisstischen Anteil. Und über diesen gesunden Anteil sind Narzissten erreichbar.“ Für eine erfolgreiche Therapie entscheidend sei laut Bonelli die Selbsterkenntnis des Narzissten über seine problematischen Verhaltensweisen.
Die österreichische Journalistin Doris Appel empfahl im ORF das Buch: „Weil man vielleicht auch im Sommer nicht vor ihnen gefeit ist: spannender Erkenntnisgewinn zu Narzissten, von einem Psychiater und Psychotherapeuten in flüssig geschriebene Lektüre gepackt.“
Der österreichische Gesellschaftskritiker und Satiriker Richard Schuberth äußerte sich in seinem 2018 veröffentlichten Buch Narzissmus und Konformität kritisch über die Narzissmus-Publikation von Bonelli:

„C. Robert Cloninger zum Beispiel meint (und mit ihm R. Bonelli), dass Narzissmus in der Unfähigkeit zur Selbsttranszendenz eines seiner wichtigsten Merkmale finde. Also in der Unfähigkeit, sein Denken, Fühlen und Handeln in den Dienst einer Sache, höherer Werte zu stellen. Intellektuelle, die nun aufzuatmen glauben können, müssen aber enttäuscht werden. Denn wer Bonellis Buch Männlicher Narzissmus gelesen hat, weiß, dass damit nicht konsequente und unkorrumpierbare Gesellschaftskritik gemeint ist, sondern der Weg zurück zum lieben Gott.“

In der österreichischen Tageszeitung Der Standard wird mit der amerikanischen Psychologin Jean-Marie Twenge von einer „Narzissmus-Epidemie“ gesprochen, für die laut Schuberth professionelle Diagnostiker ebenso wie diagnostizierende Laien „Teil des Problems“ seien. Therapeuten wie Gesellschaftskritiker seien „zu Predigern einer neuen Entsagungsethik“ geworden, zu denen Schuberth auch Bonelli rechnet.
Frauen brauchen Männer (und umgekehrt), 2018
2018 wurde Bonellis fünfte Sachbuch mit dem Untertitel Couchgeschichten eines Wiener Psychiaters veröffentlicht, das sich mit der Liebesbeziehung zwischen Mann und Frau beschäftigt. Aus Sicht seiner Praxiserfahrung erzählt Bonelli, welche Schieflagen es bei einer Beziehung geben könnte. Seiner Ansicht zufolge müssten sich Männer und Frauen auf gleicher Augenhöhe begegnen, sich gegenseitig ergänzen und Schwächen ausgleichen. Bei Männern führt er als mögliche Schwächen beispielhaft „Missbrauch seiner Stärke […], emotionaler Analphabetismus oder soziale Inkompetenz“ an, bei Frauen „körperliches Gefallen-Wollen um jeden Preis, emotionale Verlorenheit sowie die Abhängigkeit vom Urteil anderer“. Ein „Liebestöter“ hingegen sei eine „beratungsresistente oder verdrängte Männlichkeit/Weiblichkeit“. Die Wiener Zeitung beschrieb Bonellis Herangehensweise an die Fragestellung des Buches als „mit viel Gefühl, aber doch provokant“.

## Medienpräsenz
Im Deutschlandfunk meinte Bonelli, Donald Trump weise narzisstische Verhaltensweisen auf, er wolle aber keine Ferndiagnose stellen. In der Wiener Zeitung widersprach er der Hypothese, dass Trump auf gefährliche Weise psychisch krank sei und an malignem (bösartigen) Narzissmus leide, und warnte vor Hysterie.
Im Januar 2018 war er in der Talkshow Nachtcafé des SWR Fernsehens zu Gast und stellte fest, dass „die Unwahrheit … auf menschliche Beziehungen wie ein Gift“ wirke. Seine Ansicht zu Liebe im Kontext des Familiengefüges hatte Bonelli im Jahre 2010 bei einem Vortrag im Münchner Kulturzentrum „Weidenau“ vorgetragen. Auf der Website von Opus Dei ist dieser Vortrag rezipiert. Eine narzisstische Störung Heranwachsender könne laut Bonelli durch eine verschobene „Familienhierarchie“ verursacht werden, wenn man „Kinder so vergöttere, dass sie wichtiger als der Ehepartner würden“, deshalb solle die Frau laut Bonelli „den Mann mehr lieben […] als die Kinder“ und der Mann solle „seine Frau mehr als die eigene Mutter lieben“.
In Spiegel online definierte er Religiosität als persönliche Ressource, die man aber nicht wie auf Knopfdruck an- und ausschalten könne und schon gar nicht als Arzt verordnen könne wie eine Pille. 2011 schrieb er in einem Debattenbeitrag im Focus über Religionsfeindlichkeit, in der er teilweise irrationale Aggressionen am Werk sah.
Bonelli äußerte sich in Zeitungsinterviews und im Fernsehen auch zur Problematik der Pornografiesucht, so etwa 2010 in der österreichischen Tageszeitung Der Standard, 2012 im Schwulenmagazin DU&ICH oder 2018 in einer Pro & Contra Spezial Diskussion beim österreichischen Privatfernsehsender Puls 4. Generell bemängelte er, dass bei Sexualität mit wechselnden oder virtuellen Objekten keine Bindung durch Liebe vorhanden sei. In einem Gastkommentar in Der Standard vertrat er die Auffassung, die 68er-Bewegung habe mit dem Schlagwort „freie Liebe“ die Unverbindlichkeit zum Prinzip gemacht.
Von 2004 bis 2015 moderierte Bonelli eine Livesendung mit Hörerfragen zu „Grenzfragen zwischen Psychiatrie und Spiritualität“ bei Radio Maria Österreich. In den Jahren 2014 bis 2016 war er beim katholischen Online-Magazin kath.net mit der Serie „Sie fragen, Psychiater Raphael Bonelli antwortet“ vertreten.
Bonelli trat zweimal bei Symposien der Demo für Alle in Stuttgart auf: 2016 hielt er auf dem Symposium „Gender und Sexualpädagogik auf dem Prüfstand der Wissenschaften“ den Vortrag Persönlichkeit – Geschlecht – Sexualität und beteiligte sich an der abschließenden Podiumsdiskussion „Gender und Sexualpädagogik in Wissenschaft und Praxis“, 2020 sprach er auf dem Symposium „Familie vor dem Abgrund bewahren“ zum Thema Das Drama der Familienzerstörung und was Sie selbst dagegen tun können.
Im Herbst 2020 gehörte er zu den Erstunterzeichnern des Appell für freie Debattenräume.

## Schriften

### Fachbücher
- mit Walter Pieringer und Hans-Peter Kapfhammer (Hrsg.): Religiosität in Psychiatrie und Psychotherapie. Tagungsband. Graz, 11.–13. Oktober 2007. Pabst, Lengerich 2007, ISBN 978-3-89967-423-1.
- mit Michael Utsch und Samuel Pfeifer: Psychotherapie und Spiritualität. Mit existenziellen Konflikten und Transzendenzfragen professionell umgehen. Springer, Berlin 2014, ISBN 978-3-642-02522-8.

### Sachbücher
- Selber schuld!: Ein Wegweiser aus seelischen Sackgassen. Pattloch, München 2013, ISBN 978-3-629-13028-0.
- Perfektionismus: Wenn das Soll zum Muss wird. Pattloch, München 2014, ISBN 978-3-629-13056-3. Taschenbuchausgabe: Droemer, München 2019, ISBN 978-3-426-30145-6.
- Der Glaube auf der Couch: Plädoyer für ein friedliches Miteinander von Psychotherapie und Religion. Eine Interviewsammlung, herausgegeben von Victoria Bonelli. Patrimonium-Verlag, Heimbach/Eifel 2014, ISBN 978-3-86417-023-2.
- Männlicher Narzissmus: Das Drama der Liebe, die um sich selbst kreist. Kösel, München 2016, ISBN 978-3-466-34639-4.
- Frauen brauchen Männer (und umgekehrt): Couchgeschichten eines Wiener Psychiaters. Kösel, München 2018, ISBN 978-3-466-34687-5.
- Bauchgefühle: Wie sie entstehen. Was sie uns sagen. Wie wir sie nützen. edition a, Wien 2022, ISBN 978-3-99001-603-9.[77]
- Die Weisheit des Herzens. Wie wir werden, was wir sein wollen. edition a, Wien 2023, ISBN 978-3-99001-677-0.
- Die Kunst des Ankommens. Wie wir unseren Platz im Leben finden. edition a, Wien 2024, ISBN 978-3-99001-747-0.
- Tabu: Was wir nicht denken dürfen und warum. edition a, Wien 2025, ISBN 978-3-99001-826-2.